# Stan Bush
Stan Bush (Orlando, 10 luglio 1953) è un cantante statunitense di Hard rock, AOR.

## Biografia
La carriera di Stan Bush inizia nel 1983 quando esce il suo primo disco solista omonimo, bissato 4 anni dopo da Stan Bush & Barrage: un album che è il vero capolavoro della carriera del cantante statunitense.
Fra il 1986 e il 1989, Stan Bush si impegna nello scrivere canzoni per colonne sonore, ricordiamo:
- dal film Kickboxer con Van Damme "Never Surrender", "Streets of Siam" e "Fight for Love"
- dal film d'animazione Transformers "The Touch" (che è apparsa anche su Stan Bush & Barrage)[1]
- dal film Senza esclusione di colpi con Van Damme "On my own" e "Fight to Survive".

Prolifica è anche la sua produzione negli anni '90 e 2000 con dischi come "Every beat of my heart" (1992), "Dial 818-888-8638" (1993), fino ad arrivare all'uscita di "In This Life", un album che rappresenta un ritorno alle sonorità ariose e melodiche della sua produzione di metà anni ottanta.

## Curiosità
- Da segnalare anche l'uscita di un singolo negli anni 90 chiamato Forever: ebbe un buon riscontro di vendite in Germania.
- Stan Bush ha anche moltissimo materiale mai pubblicato: tra le canzoni inedite segnalo la collaborazione con Jack Ponti "Win some lose some".
- Stan Bush è l'autore di "Love don't lie", hit-single portato al successo dagli House of Lords, contenuto nel loro disco omonimo del 1988.
- Stan Bush è l'autore di "Slave to love", canzone contenuta in QRIII dei Quiet Riot.

## Discografia
- Stan Bush (1983)
- Stan Bush & Barrage (1987)
- Every Beat Of My Heart (1992)
- Dial 818-888-8638 (1993)
- Higher Than Angels (1996, Japan)
- The Child Within (1996)
- Call To Action (1997) best of con alcune canzoni rare
- Stan Bush & Barrage - Heaven (1998)
- Capture The Dream - The Best Of Stan Bush (1999)
- Language Of The Heart (2001)
- Shine (2004)
- In This Life (2007)
- Dream The Dream (2010)
- The Ultimate (2014)
- Change The World (2017)
- Dare To Dream (2020)

## Premi
- Daytime Emmy Awards - vinto nel 1997 per il brano Until I Was Loved by You in Sentieri, in collaborazione con Gloria Sklerov[2].